# Josef Gröger
Josef Gröger (24. května 1836 Jáchymov – 19. února 1920 Rybáře) byl rakouský báňský inženýr a politik německé národnosti z Čech, poslanec Českého zemského sněmu.

## Biografie
Působil jako báňský inženýr ve Falknově. Od roku 1883 byl důlním inspektorem. Zasedal v obchodní a živnostenské komoře v Chebu. Byl členem spolku Verein für Geschichte der Deutschen in Böhmen. Počátkem 20. století zasedal v státní železniční radě.
V 80. letech se zapojil i do vysoké politiky. V zemských volbách v roce 1883 byl zvolen na Český zemský sněm, kde zastupoval kurii obchodních a živnostenských komor, obvod Cheb. V lednu 1887 byl prohlášen za vystouplého ze sněmu. Šlo o součást pasivní rezistence, kdy němečtí poslanci protestovali proti nenaplnění jejich státoprávních a jazykových požadavků a fakticky zahájili bojkot sněmu. Manifestačně byl opět zvolen v září 1887. Uspěl i v zemských volbách v roce 1889. Orientován byl jako německý liberál (tzv. Ústavní strana, liberálně a centralisticky orientovaná, odmítající federalistické aspirace neněmeckých etnik). Rezignoval roku 1892.
Zemřel v únoru 1920 na marasmus.